# Doak Walker
Doak Walker (Dallas, 1 januari 1927 – Steamboat Springs, 27 september 1998) was een Amerikaans American football-running back. Hij speelde van 1945 tot 1949 college football voor SMU, waar hij in 1948 de Heisman Trophy won. Walker speelde zes seizoenen in de NFL voor de Detroit Lions. Walker wordt gezien als een van de succesvolste running backs van de jaren 50. De Doak Walker Award, die jaarlijks wordt uitgereikt aan de beste collegefootball-running back, draagt Walkers naam.

## Universitaire carrière
Walker speelde in zijn freshmanjaar in vijf wedstrijden voor SMU. Hij maakte in die paar wedstrijden al een grote indruk op het publiek. Walker werd ook ingezet als kicker en punter.
Walker speelde niet in 1946, omdat hij werd opgeroepen door het leger. Hij werd in 1947 eervol ontslagen.
Na zijn ontslag ging hij weer studeren aan de universiteit en werd hij weer deel van het footballteam. Als sophomore leidde hij Southern Methodist naar een SWC-kampioenschap en werd Walker benoemd tot first team All-American, een jaar later kreeg hij dezelfde All-American-onderscheidingen. Walker won de Maxwell Award als sophomore (2e jaars student) in 1947 en de Heisman Trophy in 1948 als junior (3e jaars student). Hij behaalde 532 rushing yards, uit 108 pogingen had hij een gemiddelde van 4,9 yards per poging. Ook gooide hij zes touchdown passes, hij gooide 46 passes waarvan er 26 succesvol waren, en hiermee behaalde hij 304 yards. Als receiver ving Walker 15 passes die 279 yards en 3 touchdowns opleverden. Walker speelde ook in de verdediging; hij onderschepte drie passes.
Walkers impact op het football was groot. In 2007 benoemde de ESPN hem als de nummer 4 op hun lijst van top 25-spelers in collegefootballgeschiedenis.

## Professionele carrière
Na zijn senior seizoen werd hij als derde gekozen in de 1949 NFL Draft door de Detroit Lions, waar hij weer zou gaan samenspelen met Layne, met wie hij samen op de middelbare school zat. Walker was maar 1,80 meter en woog 79 kilo, maar dit weerhield hem er niet van om succesvol te zijn in de NFL. Hij werd vier keer verkozen tot All-Pro, leidde de Lions naar hun eerste twee kampioenschappen. Walker leidde de NFL twee seizoenen in gescoorde punten en behaalde in zijn carrière 534 punten (330 door field goals en extra points).
Op zijn 28e kondigde Walker aan te stoppen met football. Zijn nummer 37 werd door de Lions uit de roulatie genomen tijdens zijn laatste wedstrijd op 11 december.

## Latere leven
Walker richtte na zijn footballcarrière een bedrijf op genaamd Walker Chemicals, dat hij later voor veel geld verkocht. Walker overleed op 71-jarige leeftijd na een ski-ongeluk waardoor hij acht maanden verlamd was. Hij werd in 1986 toegelaten tot de Pro Football Hall of Fame.
Ricky Williams droeg in 1998 Walkers oude nummer 37 om hem te eren, later verbrak Williams, Walkers NCAA all-time rushing record, Williams zou dat seizoen ook nog de Heisman Trophy winnen. Williams record werd echter het volgende seizoen weer verbroken door Ron Dayne.